# Osteopatia
Osteopatia é uma prática pseudocientifica de medicina alternativa que consiste na utilização de técnicas de mobilização e manipulação das articulações e dos tecidos moles. Osteopatas alegam que esses procedimentos ajudam o corpo a curar-se sozinho. O termo osteopatia é derivado do grego antigo osteon (ὀστέον), "osso" e páthos (πάθος), "dor, sofrimento".
A prática osteopática se baseia em uma ideologia criada em 1874 pelo médico estadunidense Andrew Taylor Still, que propôs a existência de uma "continuidade miofascial"—uma camada de tecido que conectaria todas as partes do corpo. Osteopatas tentam diagnosticar e tratar algo que originalmente se chamava de "lesão osteopática" manipulando os ossos e músculos do paciente. Estas técnicas são usadas principalmente para tratar dor nas costas e outros problemas musculares e ósseos.
Há muito poucas evidências de que a osteopatia seja de alguma ajuda no tratamento de qualquer condição médica, já que não há estudos que comprovem a eficácia desse tipo de tratamento.

## Princípios
Em seu livro Filosofia da Osteopatia, Still anuncia os quatro grandes princípios sobre os quais repousa a filosofia osteopática:
1. A estrutura determina a função
Still afirmava que, se a estrutura do corpo estivesse em harmonia, não poderia haver doença. Toda doença se originaria de distúrbios nesta "harmonia".
2. A unidade do corpo
Propunha a existência de um sistema miofascioesquelético que faria a ligação entre todos os sistemas corporais e onde eventuais desequilíbrios se expressariam. Tal sistema supostamente teria a capacidade de guardar "na memória" qualquer trauma físico sofrido.
3. A Autocura
Still afirmava que o corpo tem em si mesmo tudo o que é necessário para curar e evitar as doenças, desde que não haja obstruções nos canais nervosos, linfáticos, e vasculares.
4. A regra da artéria é absoluta.
Still acreditava que doenças poderiam ser causadas por um acúmulo de toxinas devido ao mal funcionamento da função arterial.
Nenhum destes princípios está de acordo com a evidência médico-científica atual.

## Eficácia
Uma revisão Cochrane de 2005 sobre o tratamento manipulativo osteopático (TMO) no tratamento da asma concluiu que não havia evidências suficientes de que o TMO pudesse ser usado para tratar a asma.
Em 2013, uma revisão Cochrane analisou seis ensaios clínicos randomizados que investigaram o efeito de quatro tipos de fisioterapia torácica (incluindo TMO) como tratamentos adjuvantes para pneumonia em adultos e concluiu que "com base nas evidências limitadas atuais, a fisioterapia torácica pode não ser recomendada como tratamento adicional de rotina para pneumonia em adultos". As técnicas investigadas no estudo incluíram inibição paraespinhal, elevação de costelas e liberação miofascial. A revisão descobriu que a TMO não reduziu a mortalidade e não aumentou a taxa de cura, mas que a TMO reduziu ligeiramente a duração da internação hospitalar e o uso de antibióticos. Uma revisão sistemática de 2013 do uso da TMO para tratar condições pediátricas concluiu que sua eficácia não foi comprovada.
Em 2014, uma revisão sistemática e meta-análise de 15 ensaios clínicos randomizados encontrou evidências de qualidade moderada de que a TMO reduz a dor e melhora o estado funcional na dor lombar aguda e crônica inespecífica. A mesma análise também encontrou evidências de qualidade moderada para redução da dor na dor lombar inespecífica em mulheres no pós-parto e evidências de baixa qualidade para redução da dor na dor lombar inespecífica em mulheres grávidas. Uma revisão sistemática de 2013 encontrou evidências insuficientes para classificar a manipulação osteopática para dor lombar crônica inespecífica. Em 2011, uma revisão sistemática não encontrou evidências convincentes de que a manipulação osteopática fosse eficaz para o tratamento da dor musculoesquelética.
Uma revisão sistemática de 2018 concluiu que não há evidências da confiabilidade ou eficácia específica das técnicas utilizadas na osteopatia visceral. O Serviço Nacional de Saúde do Reino Unido diz que há "evidências limitadas" de que a osteopatia "pode ser eficaz para alguns tipos de dor no pescoço, ombros ou membros inferiores e recuperação após operações de quadril ou joelho", mas que não há evidências de que a osteopatia seja eficaz como tratamento para condições de saúde não relacionadas aos ossos e músculos.
O Serviço Nacional de Saúde do Reino Unido diz que há "evidências limitadas" de que a osteopatia "pode ser eficaz para alguns tipos de dor no pescoço, ombros ou membros inferiores e recuperação após operações de quadril ou joelho", mas que não há evidências de que a osteopatia seja eficaz como tratamento para condições de saúde não relacionadas aos ossos e músculos. Outros concluíram que não há evidências suficientes para sugerir eficácia da manipulação do estilo osteopático no tratamento da dor musculoesquelética.

## Regulamentação
O status profissional e a aceitação da osteopatia varia de país para país. Sua validade é um tema polêmico e muitos representantes da medicina tradicional argumentam  que não há suficiente evidência de que as práticas osteopáticas sejam úteis no tratamento de qualquer condição médica, por haver poucos estudos que comprovem a eficácia desse tipo de tratamento.
No Brasil, os profissionais Osteopatas são registrados no Registro Brasileiro dos Osteopatas. Para o exercício da ocupação Osteopata, é exigida formação osteopática segundo modelos de formação sistematizados pelo OMS para profissionais com diploma de graduação previa em medicina e fisioterapia ou graduação especifica em osteopatia.
Em 2001, o Conselho Federal de Fisioterapia reconheceu a Quiropraxia e a Osteopatia como especialidades do profissional Fisioterapeuta. Os profissionais Fisioterapeutas Osteopatas são registrados nos Conselhos Regionais de Fisioterapia e Terapia Ocupacional.
Em Portugal, a prática da Osteopatia é uma profissão de saúde, autónoma (em diagnóstico e terapêutica), e é classificada no âmbito das terapêuticas não convencionais (acupuntura, fitoterapia, homeopatia, medicina tradicional chinesa, naturopatia, osteopatia, e quiropraxia e regulamentada como tal pelas Leis: 45/2003, e 71/2013 sendo o título de osteopata protegido por Lei. Atualmente, em Portugal, existem cinco faculdades que ensinam o curso de quatro anos com atribuição do grau de licenciado em osteopatia.